# Guglielmo II di Narbona
Guglielmo II di Narbona (Narbona, 1383 circa – Verneuil-sur-Avre, 17 agosto 1424) fu visconte di Narbona e giudice di Arborea (come Guglielmo II).
Fu inoltre consigliere del re di Francia dal 1418 al 1420 e poi del delfino Carlo nel 1424. Partecipò anche alla guerra dei cent'anni, dalla parte degli armagnacchi.

## Origine

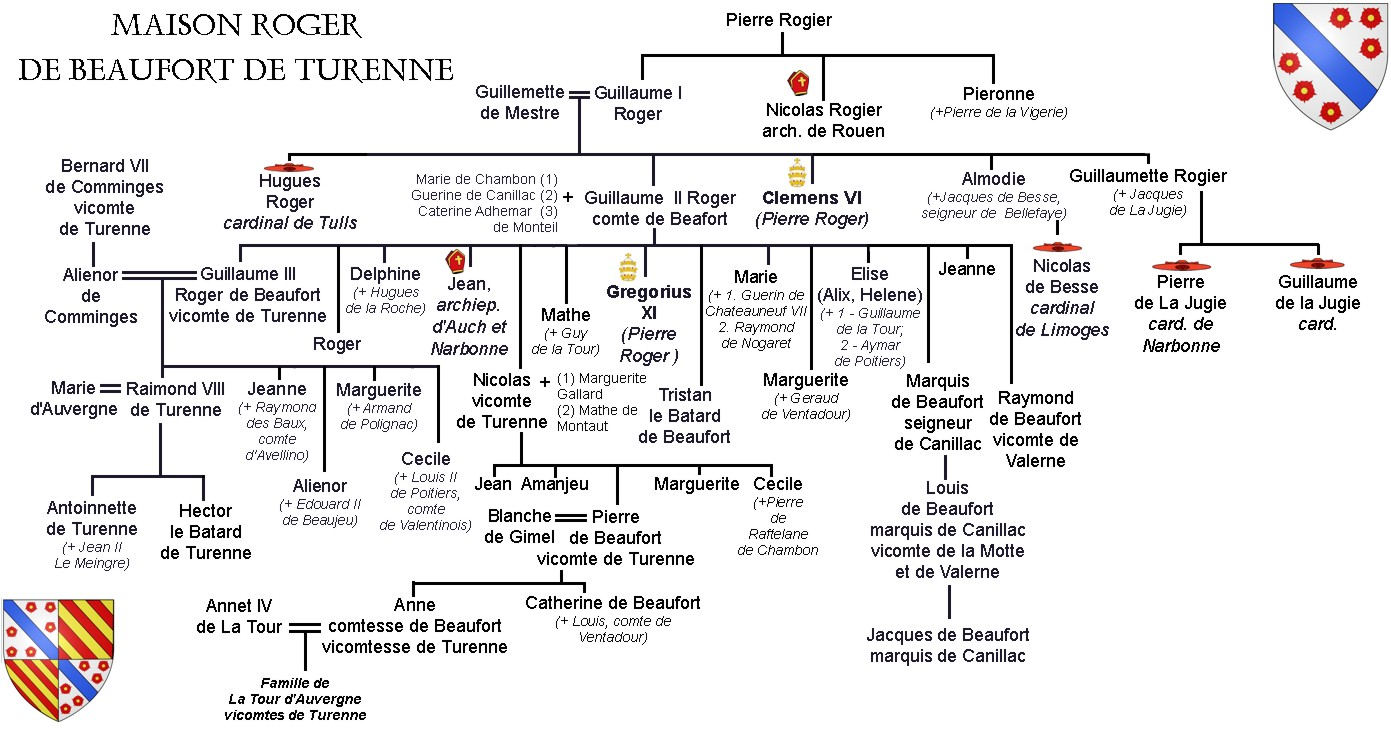
Albero genealogico della famiglia della madre di Guglielmo

Guglielmo, sia secondo la Gran Enciclopèdia Catalana, che secondo Anselme de Sainte-Marie nella Histoire généalogique et chronologique de la maison royale de France, des pairs, grands officiers de la Couronne, de la Maison du Roy et des anciens barons du royaume.... Tome 7 / par le P. Anselme era il figlio primogenito del Visconte di Narbona, Guglielmo I e della moglie,  Guèrine de Rogier-Beaufort de Canillac, che era figlia di Marquis di Beaufort, signore di Canillac e Caterina, figlia del delfino Beraldo I d'Alvernia, come conferma anche la Historia genealogica de la casa de Lara, tomo I.
Guglielmo I di Narbona, sia secondo la Gran Enciclopèdia Catalana, che secondo Anselme de Sainte-Marie nella Histoire généalogique et chronologique de la maison royale de France, des pairs, grands officiers de la Couronne, de la Maison du Roy et des anciens barons du royaume.... Tome 7 / par le P. Anselme era il figlio maschio primogenito del Visconte di Narbona, Aimerico VI e della sua terza moglie, Beatrice d'Arborea, che era figlia del Giudice d’Arborea Mariano IV e di sua moglie Timbora di Roccaberti, matrimonio avvenuto nel 1363.

## Biografia

### I visconti di Narbona
Egli era nipote della donnikella Beatrice d'Arborea, una delle figlie del giudice Mariano IV: suo padre, Guglielmo I era infatti il figlio maschio primogenito di Beatrice. Dopo la morte del padre, quando nel 1407 morì Mariano V di Arborea (figlio di Eleonora, sorella di Beatrice) Guglielmo divenne l'erede più prossimo al trono giudicale e giudice de jure.
Beatrice d'Arborea (in francese Béatrice d'Arborée, 1343 circa-1377), sorella di Ugone III e di Eleonora, fu la terza moglie (1363, appena ventenne) del Visconte di Narbona Aimerico VI (1341-1388), figlio di Aimerico V e di Tiburge de Puisserguier (secondo alcuni storici e genealogisti invece la madre di Aimerico era Caterina di Poitiers): la casa regnante era quella di Lara (1192-1424), il cui primo esponente fu Pedro Manrique de Lara (1193-1202), succeduto alla famosa viscontessa Ermengarda (1134-1143; 1192-1193). L'erede di Beatrice d'Arborea, che ebbe sette figli, fu Guglielmo I (1363-1397), sposato con Guérine de Beufort-Rogier de Canillac (nipote di Gregorio XI e pronipote di Clemente VI), subentrò al padre. Morto anche costui, ereditò il rango di visconte il suo rampollo Guglielmo II (1397-1424), la cui consorte fu Margherita d'Armagnac.

### Ultimo giudice d'Arborea

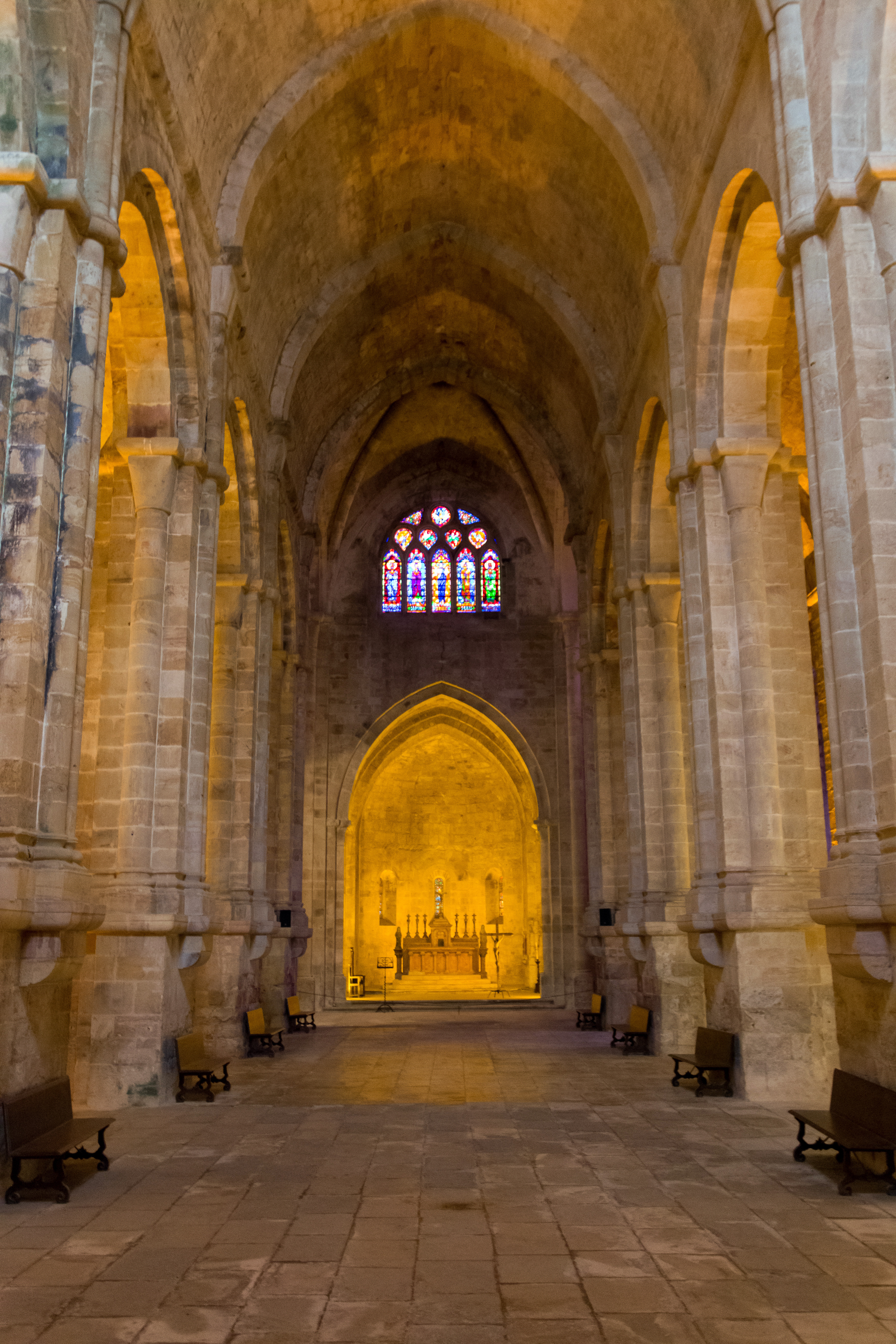
Abbazia di Fontfroide: nella cripta sono sepolti i visconti di Narbona

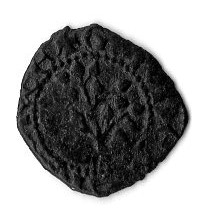
Moneta fatta coniare a Sassari nel 1410 da Guglielmo II

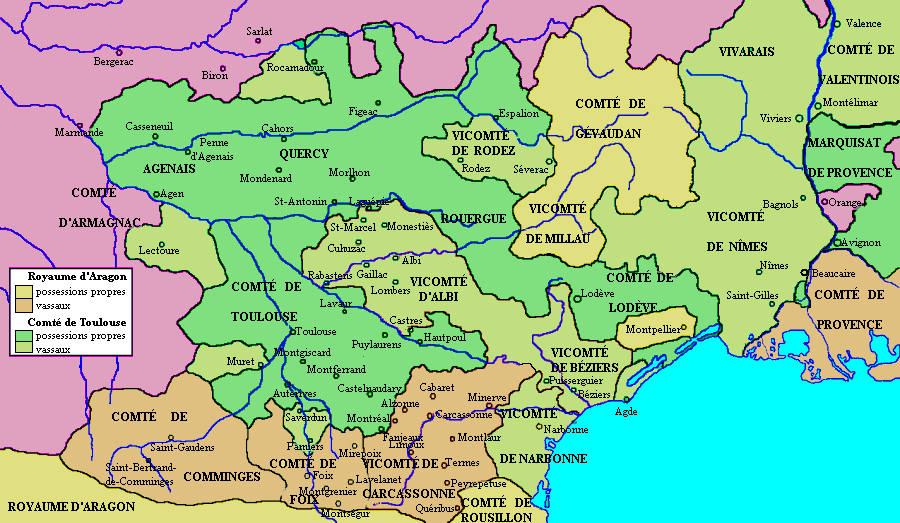
Carta con il viscontado di Narbona

Guglielmo II, in quanto parente più prossimo di Mariano V di Arborea, diventerà giudice di diritto (1407-1420), ma raggiunse la Sardegna, per l'intronizzazione, solo nel 1409, dove, secondo la Gran Enciclopèdia Catalana, Guglielmo ebbe l'appoggio di Brancaleone Doria.
I visconti di Narbona sono sepolti nella cripta dell'insigne abbazia di Sainte-Marie de Fontfroide: vi furono tumulati Beatrice d'Arborea, suo marito Aimerico VI, il loro figlio Guglielmo I (con l'armatura, vicino alla madre con abito vedovile) e, appunto, il nipote Guglielmo II, ultimo sovrano d'Arborea.
Nel frattempo a reggere effettivamente il giudicato dal 1407 fu Leonardo Cubello, nipote di Nicola d'Arborea e discendente dalla linea maschile giudicale di Ugone II.
Il 6 ottobre 1408 sbarcò a Cagliari il re Martino I di Sicilia, con un forte esercito, quale esponente della casa aragonese, che rivendicava il controllo dell'intera Sardegna. Nello stesso anno, l'8 dicembre, Guglielmo di Narbona arrivò a sua volta nell'isola e fu eletto ufficialmente dalla Corona de Logu giudice di Arborea, conte di Marmilla e del Goceano, visconte di Bas, ad Oristano, il 13 gennaio del 1409.
I due eserciti, quello di Martino e di Guglielmo, si scontrarono quindi nella nota battaglia di Sanluri, il 30 giugno 1409, nel corso della quale le truppe del Narbona furono sbaragliate. Come ulteriore disastro, nonostante la morte di Martino per malaria, vi fu l'occupazione, il 4 luglio, dell'importante città di Villa di Chiesa, da parte del comandante filo-aragonese Giovanni di Sena. Guglielmo perciò tornò in Francia per cercare aiuto, lasciando il governo delle terre sarde al cugino Leonardo Cubello, che fu abile nel difendere Oristano.
Guglielmo II tornò in Sardegna nel 1410, riorganizzò i suoi territori, trasferì la residenza a Sassari e con l'aiuto di Nicolò Doria e Artaldo Alagon (avo del più famoso Leonardo Alagon, ultimo marchese di Oristano), riprese Longosardo. Cercò quindi di occupare Alghero e vi riuscì brevemente il 5 e 6 maggio del 1412, prima di esserne scacciato dai cittadini.

### Estinzione del giudicato d'Arborea

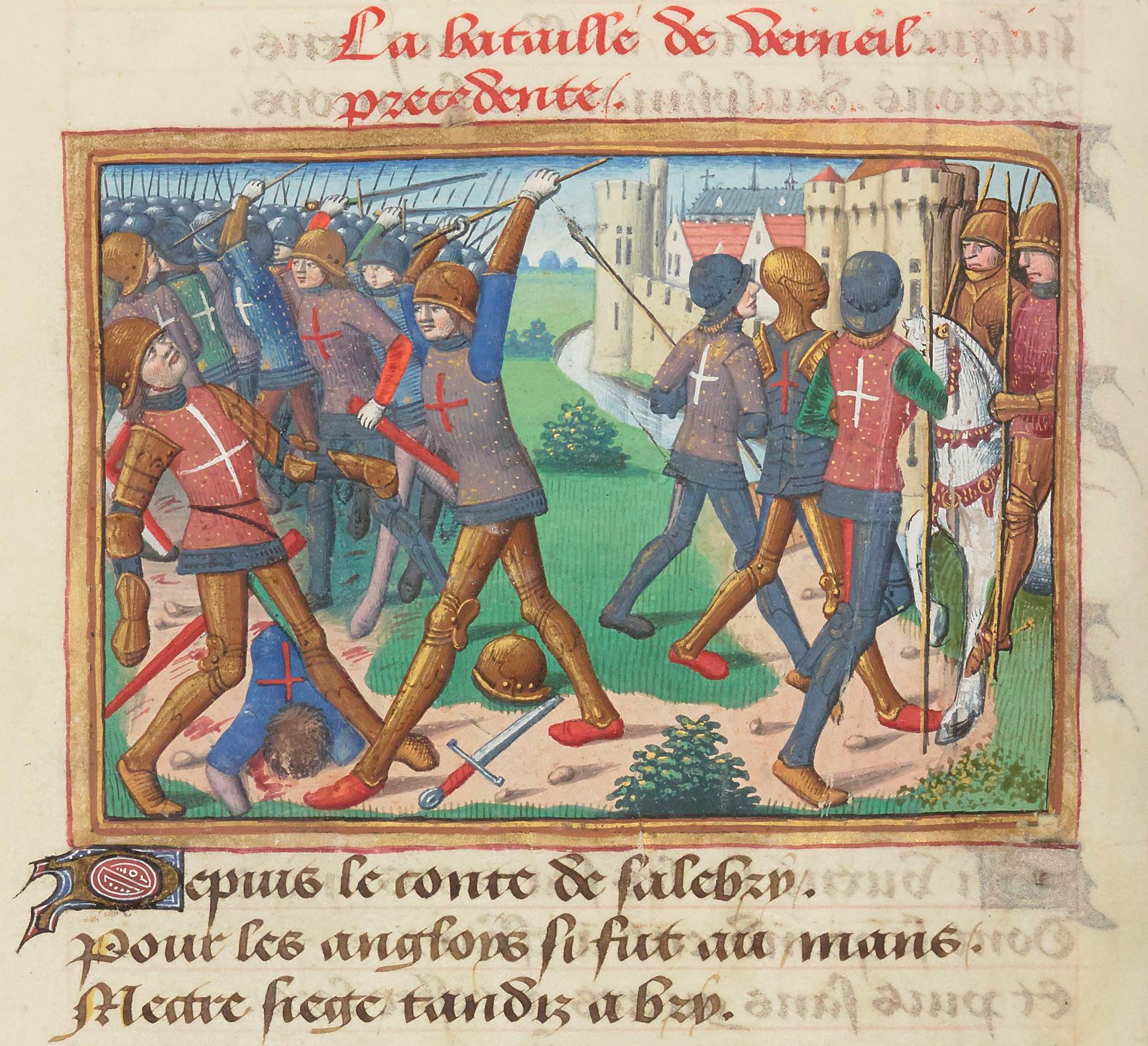
La battaglia di Verneuil, in cui Guglielmo morì

Guglielmo II, secondo la Gran Enciclopèdia Catalana, tornò in Sardegna con un esercito tra il 1415 ed il 1416), ma sicuro di non riuscire a mantenere il suo dominio, alla fine decise di alienare i propri diritti al re d'Aragona Alfonso V il Magnanimo, per una cifra di 100.000 fiorini d'oro, il 17 agosto 1420, segnando quindi la fine del giudicato di Arborea: l'atto fu stilato ad Alghero dal suo procuratore Pietro de Pomairo, in quanto il visconte si trovava già in terra francese; infatti, in quanto marito di Margherita d'Armagnac, prese parte alla guerra civile tra Armagnacchi e Borgognoni; nel 1418, fu catturato a Parigi dai Borgognoni, ma riuscì a fuggire; nel 1419, fu presente all'assassinio di Giovanni senza Paura.
Guglielmo fu dunque l'ultimo sovrano arborense e morì il 17 agosto 1424 nel corso della guerra contro gli Inglesi, nel corso della battaglia di Verneuil, come conferma anche la Chronique de la Pucelle: ou, Chronique de Cousino; fu seppellito, accanto ai suoi antenati, nell'Abbazia di Sainte-Marie de Fontfroide.
Non avendo figli, Guglielmo nel maggio 1424, fece testamento, lasciando la viscontea di Narbona al fratello uterino Pierre de Tinières, nato dalle seconde nozze di sua madre, Guérine de Beaufort con Guillaume de Tinières, che dopo la morte di Guglielmo II, gli succedette come Guglielmo III.
La Sardegna non sarà più indipendente e appartenne alla Spagna fino al 1718 quando questa fu sostituita dall'Austria  e poi dai Savoia nel 1720: il marchesato di Oristano ebbe, infatti, una vita breve (1420-1478) e a Leonardo Cubello, primo marchese, fu proibito dalla Corona aragonese di fregiarsi del titolo avito di giudice di Arborea.
Guglielmo II è altresì da ricordare perché nel 1410 fece coniare, nella zecca di Sassari, i minuti e le patacchine in mistura d'argento (con l'albero eradicato arborense e la croce patente), uniche monete effettivamente battute nel giudicato di Arborea, dato che non è sufficientemente documentata l'attività di precedenti officine, nonostante presunti ritrovamenti di denari del periodo dei giudici Mariano IV e di Ugone III.

## Matrimonio e discendenza
Guglielmo aveva sposato Margherita d'Armagnac, dalla quale non ebbe discendenza.

## Ascendenza
|                                    |                                    |                             | Genitori              |  |  | Nonni                  |  |  | Bisnonni              |  |
|                                    |                                    |                             |                       |  |  | Aimerico VI di Narbona |  |  | Aimerico V di Narbona |  |
|                                    |                                    |                             |                       |  |  | Aimerico VI di Narbona |  |  | Aimerico V di Narbona |  |
|                                    |                                    | Caterina di Poitiers        |                       |  |  | Aimerico VI di Narbona |  |  |                       |  |
| Guglielmo I di Narbona             |                                    |                             |                       |  |  | Aimerico VI di Narbona |  |  |                       |  |
|                                    |                                    | Beatrice d'Arborea          | Mariano IV di Arborea |  |  |                        |  |  |                       |  |
|                                    |                                    | Beatrice d'Arborea          | Mariano IV di Arborea |  |  |                        |  |  |                       |  |
|                                    |                                    | Beatrice d'Arborea          | Timbora di Roccaberti |  |  |                        |  |  |                       |  |
| Guglielmo II di Narbona            |                                    | Beatrice d'Arborea          |                       |  |  |                        |  |  |                       |  |
|                                    | Marquis de Beufort-Rogier-Canillac | Guglielmo II Rogier-Beufort |                       |  |  |                        |  |  |                       |  |
|                                    | Marquis de Beufort-Rogier-Canillac | Guglielmo II Rogier-Beufort |                       |  |  |                        |  |  |                       |  |
|                                    | Marquis de Beufort-Rogier-Canillac | Guérine de Canillac         |                       |  |  |                        |  |  |                       |  |
| Guérine de Beufort-Rogier-Canillac | Marquis de Beufort-Rogier-Canillac |                             |                       |  |  |                        |  |  |                       |  |
|                                    |                                    | Caterina d'Alvernia         | Beraldo I d'Alvernia  |  |  |                        |  |  |                       |  |
|                                    |                                    | Caterina d'Alvernia         | Beraldo I d'Alvernia  |  |  |                        |  |  |                       |  |
|                                    |                                    | Caterina d'Alvernia         | Maria de la Vie       |  |  |                        |  |  |                       |  |
|                                    |                                    | Caterina d'Alvernia         |                       |  |  |                        |  |  |                       |  |

### Fonti primarie
- (FR) Histoire généalogique et chronologique de la maison royale de France, tomus III, su gallica.bnf.fr.
- (FR) Histoire généalogique et chronologique de la maison royale de France, tome 7, su gallica.bnf.fr.
- (FR) #ES Chronique de la Pucelle: ou, Chronique de Cousino7, su books.google.it.
- (ES) Luis de Salazar y Castro, #ES Historia genealogica de la casa de Lara, tomo I, su books.google.com.gi.

### Letteratura storiografica
- AA. VV., Genealogie medioevali di Sardegna, Cagliari, Due D editrice mediterranea, 1983.
- Angelo Castellaccio-Mariano Sollai,, Monete e monetazione giudicale: la scoperta dei denari d'Arborea, Pisa, 2D Editrice Mediterranea, 1986.
- Charles Boyer, Abbaye de Fontfroide, Narbona, Lacour, 1932.
- Alessandra Cioppi, Battaglie e protagonisti della Sardegna medioevale, Cagliari, AM-D, 2008.
- Luisa D'Arienzo, Documenti sui visconti di Narbona e la Sardegna, 2 vol., Padova, CEDAM, 1977.
- Vincenzo Dessì, Nella Zecca di Sassari: monete di Guglielmo III di Narbona, Sassari, Dessì, 1898..
- Jacques Michaud-André Cabanis, Histoire de Narbonne, Toulouse, Michaud, 2004.
- Héléna Philippe, Les origines de Narbonne, Toulouse, Edité par Privat, 1937.